# ویلیام گوردون لنوکس
ویلیام گوردون لنوکس (انگلیسی: William Gordon Lennox؛ زادهٔ ۱۸۸۴-درگذشت ۱۹۶۰) یک عصب‌پژوه، صرع‌شناس و متخصص اعصاب اهل ایالات متحده آمریکا بود.
او یکی از پیشگامان استفاده از نوار مغزی در تشخیص و درمان صرع محسوب می‌شود.
لنوکس نخستین بار در یکی از مأموریت‌های پزشکی‌اش در چین به موضوعِ صرع علاقه‌مند شد و سپس در مدرسه پزشکی هاروارد در کنار بزرگانی همچون استنلی کاب و فردریک ای. گیبز به کار، پژوهش و انتشار مقالات متعددی در زمینهٔ صرع پرداخت.
وی در سال ۱۹۵۱ میلادی نوع خاصی از سندرم صرع را توصیف کرد که بعدها به افتخار وی و آنری گستو، «سندرم لنوکس-گستو» نام نهاده شد.
کتاب راهنمای دوجلدی و مشهور «صرع و اختلالات وابسته» را وی، با همکاری دخترش مارگارت در سال ۱۹۶۰ نگاشته‌اند..
ویلیام گوردون لنوکس در سال ۱۹۵۱ میلادی، به‌طور مشترک با استنلی کاب برندهٔ جایزه پژوهش پزشکی بالینی لسکر-دی‌بیکی شد.